# Governo polonês no exílio
O Governo Polonês no Exílio, oficialmente conhecido como Governo da República da Polônia no exílio (em polonês: Rząd Rzeczypospolitej Polskiej na uchodźstwie), foi o governo no exílio da Polônia formado na sequência da Invasão da Polónia de setembro de 1939, e da subsequente Ocupação da Polônia pela Alemanha, a União Soviética, e a República Eslovaca, que pôs fim à Segunda República Polonesa. Apesar da ocupação da Polônia por forças hostis, o governo no exílio exerceu considerável influência na Polónia através das estruturas do Estado Secreto Polaco e seu braço militar, a resistência Armia Krajowa. No estrangeiro, sob a autoridade do governo no exílio, as unidades militares polacas que escaparam da ocupação lutaram sob os seus próprios comandantes como parte das forças Aliadas na Europa, África e Médio Oriente.
Após a guerra, quando o território polaco ficou sob o controlo da República Popular da Polônia, o governo no exílio continuou a existir, embora sem poder efectivo. Perdeu o reconhecimento da maioria dos estados após a formação do Governo Provisório de Unidade Nacional em 5 de Julho de 1945, embora tenha continuado a ser acolhido e apoiado informalmente pelo Reino Unido, enquanto o último país a retirar o seu reconhecimento diplomático em 19 de Outubro de 1972 foi a Santa Sé (Cidade do Vaticano). No entanto, só após o fim do regime comunista na Polônia é que o governo no exílio passou formalmente as suas responsabilidades para o governo da Terceira República Polonesa numa cerimónia especial realizada em 22 de Dezembro de 1990 no Castelo Real de Varsóvia, quando foi formalmente aprovada em sua responsabilidades para com o novo governo, em 31 de Dezembro de 1991.
O governo no exílio foi baseado na França durante 1939 e 1940, primeiro em Paris e depois em Angers. A partir de 1940, após a queda da França, o governo mudou-se para Londres, e permaneceu no Reino Unido até sua dissolução em 1990.

## História

### Estabelecimento
Em 17 de setembro de 1939, o Presidente da República Polonesa, Ignacy Mościcki, que estava então na pequena cidade de Kuty (atual Ucrânia)  perto da fronteira sul da Polônia, emitiu uma proclamação sobre seu plano de transferir o poder e nomear Władysław Raczkiewicz, o Marechal do Senado, como seu sucessor.   Isto foi feito de acordo com o Artigo 24 da Constituição da República da Polônia, adoptada em Abril de 1935.   O artigo 24 dispunha o seguinte:
Em caso de guerra, o mandato do Presidente será prolongado até três meses após a conclusão da paz; o Presidente da República nomeará então, por ato especial publicado no Diário Oficial, o seu sucessor, caso o cargo fique vago antes da conclusão da paz. Caso o sucessor do Presidente tome posse, o seu mandato expirará ao fim de três meses após a conclusão da paz.
Somente em 29  ou 30    de setembro de 1939 é que Mościcki renunciou. Raczkiewicz, que já se encontrava em Paris, prestou imediatamente o juramento constitucional na Embaixada da Polônia e tornou-se Presidente da República da Polônia. Raczkiewicz nomeou então o general Władysław Sikorski como primeiro-ministro.   Depois que Edward Rydz-Śmigły deixou o cargo, Raczkiewicz também nomeou Sikorski Comandante-em-Chefe das Forças Armadas Polonesas.  
A maior parte da Marinha polaca escapou para a Grã-Bretanha,  e dezenas de milhares de soldados e aviadores polacos escaparam através da Hungria e da Romênia ou através do Mar Báltico para continuar a luta em França.  Muitos polacos participaram posteriormente em operações aliadas: na Noruega (Narvik ), na França em 1940 e em 1944, na Batalha da Grã-Bretanha, na Batalha do Atlântico, no Norte de África (nomeadamente Tobruque ), Itália (notadamente em Cassino e Ancona), em Arnhem, Wilhelmshaven, e em outros lugares.
Ao abrigo do Tratado Sikorski-Mayski de julho de 1941, soldados polacos feitos prisioneiros pela União Soviética em 1939 foram libertados para formar o Exército de Anders, destinado a combater a Alemanha Nazista na URSS, mas em vez disso transferidos através do Irã para lutar com as forças americanas e britânicas. O Exército de Berling, formado na URSS em 1944, permaneceu lá e lutou sob o comando soviético.

### História do tempo de guerra

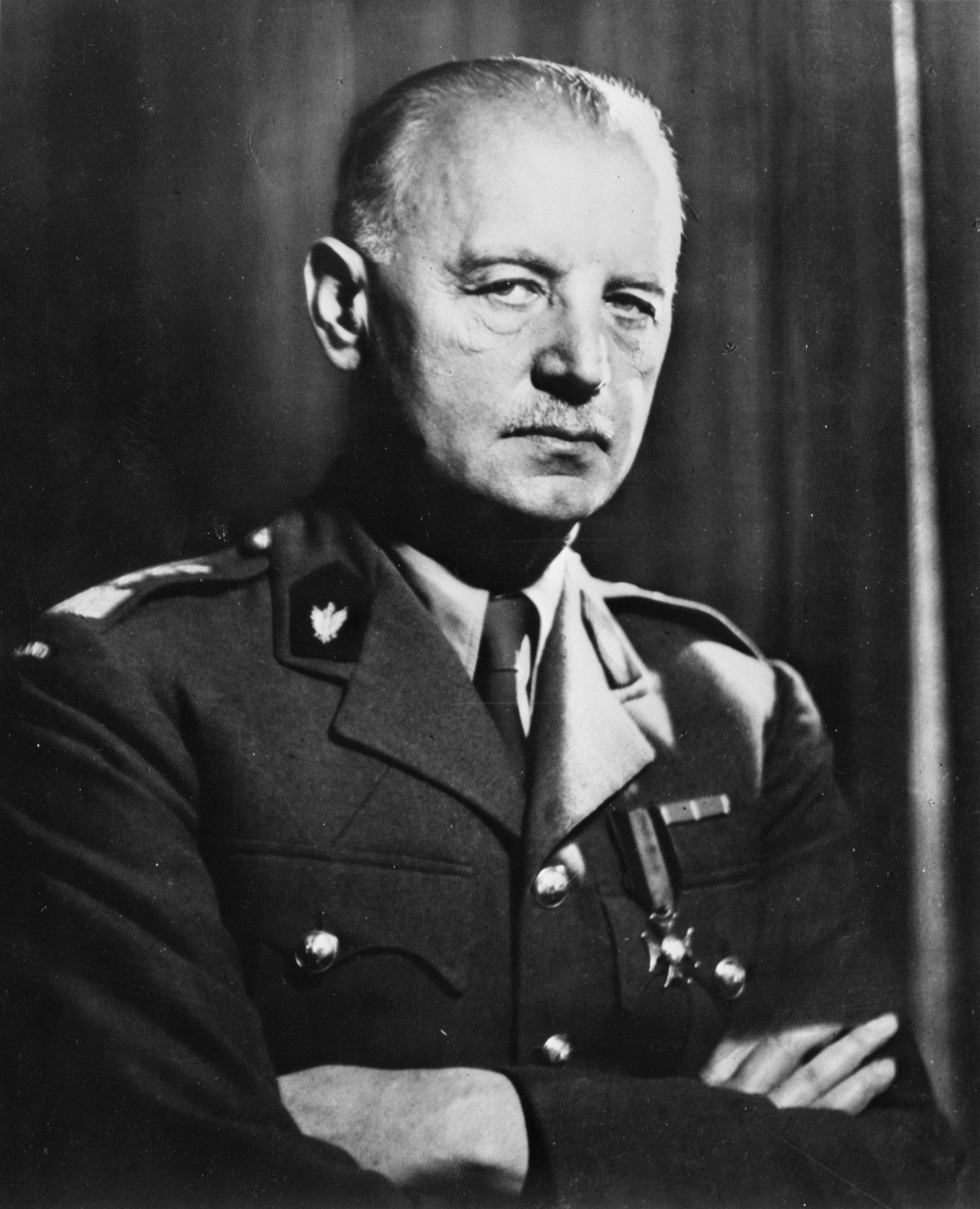
Władysław Sikorski, primeiro primeiro-ministro do governo polaco no exílio.

O governo polonês no exílio, baseado primeiro em Paris, depois em Angers, França,  onde Władysław Raczkiewicz viveu no Château de Pignerolle perto de Angers de 2 de dezembro de 1939 até junho de 1940.  Escapando da França o governo mudou-se para Londres, onde foi reconhecido por todos os governos Aliados. Politicamente, era uma coligação do Partido Camponês Polaco, do Partido Socialista Polaco, do Partido Trabalhista e do Partido Nacional,  embora estes partidos mantivessem apenas uma existência vestigial nas circunstâncias da guerra.
Quando a Alemanha lançou uma guerra contra os soviéticos em 1941, o governo polaco no exílio estabeleceu relações diplomáticas com a União Soviética contra o hitlerismo, mas também para ajudar os polacos perseguidos pelo NKVD.   Em 12 de Agosto de 1941, o Kremlin assinou uma amnistia única,  que se estendeu a milhares de soldados polacos que tinham sido feitos prisioneiros em 1939 pelo Exército Vermelho no leste da Polónia, incluindo muitos prisioneiros civis polacos e deportados encurralados na Sibéria.  A anistia permitiu que os poloneses criassem oito divisões militares conhecidas como Exército de Anders.  Eles foram evacuados para o Irã e o Oriente Médio, onde eram desesperadamente necessários para os britânicos, duramente pressionados pelo Afrika Korps de Rommel. Estas unidades polacas formaram a base para o II Corpo De Exército Polaco, liderado pelo general Władysław Anders, que juntamente com outras unidades polacas criadas anteriormente lutaram ao lado dos Aliados. 
Durante a guerra, especialmente a partir de 1942, o governo polaco no exílio forneceu aos Aliados alguns dos relatos mais antigos e precisos do Holocausto em curso dos judeus europeus    e, através dos seus representantes, como o O ministro das Relações Exteriores, conde Edward Raczyński, e o mensageiro do movimento clandestino polonês, Jan Karski, pediram ação, sem sucesso, para detê-lo. A nota que o Ministro dos Negócios Estrangeiros, Conde Edward Raczynski, enviou em 10 de Dezembro de 1942 aos Governos das Nações Unidas foi a primeira denúncia oficial de qualquer Governo do extermínio em massa e do objectivo nazi de extermínio total da população judaica. Foi também o primeiro documento oficial que destaca os sofrimentos dos judeus europeus como judeus e não apenas como cidadãos dos seus respectivos países de origem.   A nota de 10 de dezembro de 1942 e os esforços do governo polaco desencadearam a Declaração das Nações Aliadas de 17 de dezembro de 1942. 
Em abril de 1943, os alemães anunciaram que haviam descoberto em Katyn Wood, perto de Smolensk, na Rússia, valas comuns de 10.000 oficiais poloneses   (a investigação alemã encontrou mais tarde 4.443 corpos ) que haviam sido feitos prisioneiros em 1939 e assassinado pelos soviéticos. O governo soviético disse que os alemães haviam inventado a descoberta. Os outros governos Aliados, por razões diplomáticas, aceitaram isto formalmente; o governo polaco no exílio recusou-se a fazê-lo.
Stalin então cortou relações com o governo polonês no exílio. Uma vez que era claro que seria a União Soviética, e não os Aliados ocidentais, quem libertaria a Polónia dos alemães, esta violação teve consequências fatais para a Polónia. Numa infeliz coincidência, Sikorski, amplamente considerado o mais capaz dos líderes polacos no exílio, morreu num acidente aéreo em Gibraltar em Julho de 1943.  Ele foi sucedido como chefe do governo polonês no exílio por Stanisław Mikołajczyk.
Durante 1943 e 1944, os líderes Aliados, particularmente Winston Churchill, tentaram provocar a retomada das conversações entre Stalin e o governo polonês no exílio. Mas esses esforços fracassaram em vários assuntos. Um deles foi o Massacre de Katyn (e outros em Kalinin e Kharkiv). Outra foram as fronteiras da Polónia no pós-guerra. Estaline insistiu que os territórios anexados pelos soviéticos em 1939, que tinham milhões de polacos, além de populações maioritariamente ucranianas e bielorrussas,  deveriam permanecer nas mãos dos soviéticos, e que a Polónia deveria ser compensada com terras a serem anexadas à Alemanha. Mikołajczyk, no entanto, recusou-se a comprometer-se na questão da soberania da Polónia sobre os seus territórios orientais pré-guerra. Uma terceira questão foi a insistência de Mikołajczyk em que Estaline não estabeleceria um governo comunista na Polónia do pós-guerra. Mikołajczyk e os seus colegas do governo polaco no exílio insistiram em tomar uma posição na defesa da fronteira oriental da Polónia pré-1939 (mantendo a sua região de Kresy) como base para a futura fronteira polaco-soviética.  No entanto, esta era uma posição que não poderia ser defendida na prática – Stalin estava ocupando o território em questão. A recusa do governo no exílio em aceitar as novas fronteiras polacas propostas enfureceu os Aliados, especialmente Churchill, tornando-os menos inclinados a opor-se a Estaline em questões de como o governo da Polónia no pós-guerra seria estruturado. No final, os exilados perderam em ambas as questões: Estaline voltou a anexar os territórios orientais, bem como procedeu à imposição do Comitê Polonês de Libertação Nacional estabelecido em 22 de Julho de 1944, renomeando-o para Governo Provisório da República da Polónia em 31 de dezembro de 1944. No entanto, a Polónia preservou o seu estatuto de estado independente, apesar dos argumentos de alguns comunistas influentes, como Wanda Wasilewska, a favor de a Polónia se tornar uma república da União Soviética. Em Novembro de 1944, apesar da sua desconfiança nos soviéticos, Mikołajczyk demitiu-se  para regressar à Polónia.

### Governo Provisório da Unidade Nacional

Estandarte do Presidente no exílio.

Em 28 de junho de 1945, Mikołajczyk tomou posse no Governo Provisório da Unidade Nacional, um novo governo estabelecido como resultado da remodelação do Governo Provisório existente, estabelecido sob os auspícios das autoridades de ocupação soviéticas, através da inclusão da sua fração. Isto proporcionou uma desculpa para os aliados ocidentais aprovarem tacitamente o facto consumado de a Polônia se tornar parte da esfera de influência soviética e para legitimarem o governo de Varsóvia, ao mesmo tempo que retiravam o seu reconhecimento do governo no exílio; A França em 29 de junho de 1945,  depois os Estados Unidos e o Reino Unido, em 5 de julho de 1945, retiraram o seu reconhecimento. As Forças Armadas polacas no exílio foram dissolvidas em 1945, e a maioria dos seus membros, incapazes de regressar em segurança à Polônia comunista, estabeleceram-se noutros países.  
Muitos exilados polacos opuseram-se a esta acção, acreditando que este governo era uma fachada para o estabelecimento do regime comunista na Polónia. Esta visão foi mais tarde provada correta em 1947, quando o Bloco Democrático dominado pelos comunistas venceu uma eleição fraudulenta. O bloco dominado pelos comunistas recebeu mais de 80 por cento dos votos, um resultado que só foi obtido através de fraude em grande escala. A oposição afirmou que teria vencido de forma esmagadora (até 80 por cento, segundo algumas estimativas) se as eleições tivessem sido genuínas e que Mikołajczyk provavelmente teria se tornado primeiro-ministro. Em novembro, numa reunião com a sociedade da Silésia, Mikołajczyk foi informado de que seria preso juntamente com o seu conselheiro Paweł Zaleski. A ordem de prisão já foi assinada. Eles imediatamente se esforçaram para escapar. Mikołajczyk rumou para o norte, enquanto Zaleski escapou pelo canal sul. Da zona de perigo, Zaleski foi levado em uma carroça de palha. Seu irmão Jan Zaleski, de Boyko, ajudou na fuga. Paweł esperou alguns dias com Mikołaj e seu sogro, Aries de Kamionka, em Korfantów, perto de Głuchołazy, antes de uma transferência ser acertada. Depois, através da República Tcheca, Zaleski chegou ao oeste e Mikołajczyk foi levado de navio de Szczecin. Esta foi a sua última estadia na Polônia.

### Pós-guerra
Entretanto, o governo polaco no exílio manteve a sua existência. Os poloneses de Londres tiveram que desocupar a embaixada polonesa em Portland Place e ficaram apenas com a residência privada do presidente em 43 Eaton Place. O governo no exílio tornou-se em grande parte um símbolo da resistência contínua à ocupação estrangeira da Polónia, ao mesmo tempo que manteve alguns arquivos importantes da Polónia pré-guerra.   
Em 1954, diferenças políticas levaram a uma divisão nas fileiras do governo no exílio. Um grupo, que afirma representar 80% dos 500.000 polacos anticomunistas exilados desde a guerra, opôs-se à continuação do presidente August Zaleski no cargo quando o seu mandato de sete anos expirasse. Formou um Conselho de Unidade Nacional em julho de 1954, e criou um Conselho de Três para exercer as funções de chefe de estado, composto por Tomasz Arciszewski, General Władysław Anders, e Edward Raczyński. Somente após a morte de Zaleski em 1972 as duas facções se reuniram. Alguns apoiantes do governo no exílio acabaram por regressar à Polônia, como o primeiro-ministro Hugon Hanke em 1955 e o seu antecessor Stanisław Mackiewicz em 1956. O governo instalado pelos soviéticos em Varsóvia fez campanha pelo regresso dos exilados, prometendo emprego decente e digno na administração comunista polaca e perdão das transgressões passadas. O último país a retirar o seu reconhecimento diplomático foi a Santa Sé (Cidade do Vaticano). A República da Irlanda, a Espanha Franquista e finalmente (em 19 de outubro de 1972) a Santa Sé (Cidade do Vaticano) foram os últimos países a retirar o reconhecimento do governo no exílio, embora o Secretário de Estado da Cidade do Vaticano, Domenico Tardini, tivesse retirado privilégios diplomáticos do enviado do governo polonês antes da guerra já em 1959. 
Apesar destes reveses, o governo no exílio continuou a existir. Quando a influência soviética sobre a Polónia chegou ao fim em 1989, ainda havia um presidente e um gabinete de oito pessoas, reunindo-se quinzenalmente em Londres, conquistando a lealdade de cerca de 150 mil veteranos polacos e seus descendentes que viviam na Grã-Bretanha, incluindo 35 mil só em Londres. .

### Dissolução e reconhecimento na Terceira República Polonesa
Só após o fim do regime comunista na Polónia é que o governo no exílio passou formalmente as suas responsabilidades e insígnias para o governo da Terceira República Polaca, numa cerimónia especial realizada em 22 de Dezembro de 1990, no Castelo Real de Varsóvia, onde Lech Wałęsa, o primeiro presidente não comunista da Polónia desde a guerra, recebeu os símbolos da República Polaca (a bandeira presidencial, os selos presidencial e estatal, as faixas presidenciais e o texto original da Constituição de 1935) do último presidente do governo em exilado, Ryszard Kaczorowski.  A liquidação do aparelho governamental com sede em Londres foi declarada concluída em 31 de Dezembro de 1991. Em 1992, as medalhas militares e outras condecorações concedidas pelo governo no exílio foram oficialmente reconhecidas na Polónia. A Lei sobre Emolumentos de um Ex-Presidente da República da Polónia, adoptada em 1996, que estabelece os direitos, privilégios, remuneração e outros benefícios de um antigo Presidente, concedeu-os explicitamente também ao último Presidente no exílio.

## Governo

### Presidentes
| N° | Retrato | Nome                                 | Mandato                | Mandato                | Tempo no Cargo    | Partido      |
| N° | Retrato | Nome                                 | Posse                  | Desapossamento         | Tempo no Cargo    | Partido      |
| -- | ------- | ------------------------------------ | ---------------------- | ---------------------- | ----------------- | ------------ |
| 1  |         | Władysław Raczkiewicz (1885–1947)    | 30 de setembro de 1939 | 6 de junho de 1947 †   | 7 anos, 249 dias  | Indepentende |
| 2  |         | August Zaleski (1883–1972)           | 9 de junho de 1947     | 8 de abril de 1972 †   | 24 anos, 304 dias | Indepentende |
| 3  |         | Stanisław Ostrowski (1892–1982)      | 9 de abril de 1972     | 24 de março de 1979    | 6 anos, 349 dias  | PPS          |
| 4  |         | Edward Bernard Raczyński (1891–1993) | 8 de abril de 1979     | 8 de abril de 1986     | 7 anos            | Indepentende |
| 5  |         | Kazimierz Sabbat (1913–1989)         | 8 de abril de 1986     | 19 de julho de 1989 †  | 3 anos, 102 dias  | Indepentende |
| 6  |         | Ryszard Kaczorowski (1919–2010)      | 19 de julho de 1989    | 22 de dezembro de 1990 | 1 ano, 156 dias   | Indepentende |

### Primeiros-ministros
| N° | Retrato | Nome                               | Mandato                | Mandato                 | Tempo no Cargo   | Partido                    |
| N° | Retrato | Nome                               | Posse                  | Desapossamento          | Tempo no Cargo   | Partido                    |
| -- | ------- | ---------------------------------- | ---------------------- | ----------------------- | ---------------- | -------------------------- |
| 1  |         | Władysław Sikorski (1881–1943)     | 30 de setembro de 1939 | 19 de julho de 1940     | 293 dias         | Indepentende               |
| 2  |         | August Zaleski (1883–1972)         | 19 de julho de 1940    | 25 de julho de 1940     | 6 dias           | Indepentende               |
| 3  |         | Władysław Sikorski (1881–1943)     | 25 de julho de 1940    | 4 de julho de 1943 †    | 2 anos, 344 dias | Indepentende               |
| 4  |         | Stanisław Mikołajczyk (1901–1966)  | 14 de julho de 1943    | 24 de novembro de 1944  | 1 ano, 133 dias  | Partido Popular Polonês    |
| 5  |         | Tomasz Arciszewski (1877–1955)     | 24 de novembro de 1944 | 2 de julho de 1947      | 2 anos, 215 dias | PPS                        |
| 6  |         | Tadeusz Bór-Komorowski (1895–1966) | 2 de julho de 1947     | 10 de fevereiro de 1949 | 1 ano, 223 dias  | Indepentende               |
| 7  |         | Tadeusz Tomaszewski (1881–1950)    | 7 de abril de 1949     | 25 de setembro de 1950  | 1 ano, 171 dias  | Indepentende               |
| 8  |         | Roman Odzierzyński (1892–1975)     | 25 de dezembro de 1950 | 8 de dezembro de 1953   | 3 anos, 74 dias  | Indepentende               |
| 9  |         | Jerzy Hryniewski (1895–1978)       | 18 de janeiro de 1954  | 13 de maio de 1954      | 115 dias         | Liga Independente Polonesa |
| 10 |         | Stanisław Mackiewicz (1896–1966)   | 8 de junho de 1954     | 21 de junho de 1955     | 1 ano, 13 dias   | Indepentende               |
| 11 |         | Hugon Hanke (1904–1964)            | 8 de agosto de 1955    | 10 de setembro de 1955  | 33 dias          | Facção Trabalhista         |
| 12 |         | Antoni Pająk (1893–1965)           | 10 de setembro de 1955 | 14 de junho de 1965     | 9 anos, 277 dias | PPS                        |
| 13 |         | Aleksander Zawisza (1896–1977)     | 25 de junho de 1965    | 9 de junho de 1970      | 4 anos, 349 dias | Indepentende               |
| 14 |         | Zygmunt Muchniewski (1896–1979)    | 20 de julho de 1970    | 13 de julho de 1972     | 1 ano, 359 dias  | Facção Trabalhista         |
| 15 |         | Alfred Urbański (1899–1983)        | 18 de julho de 1972    | 15 de julho de 1976     | 3 anos, 363 dias | PPS                        |
| 16 |         | Kazimierz Sabbat (1913–1989)       | 5 de agosto de 1976    | 8 de abril de 1986      | 9 anos, 246 dias | Indepentende               |
| 17 |         | Edward Szczepanik (1915–2005)      | 8 de abril de 1986     | 22 de dezembro de 1990  | 4 anos, 258 dias | Indepentende               |

## Forças Armadas
- Armia Krajowa (Exército da Pátria)
- Movimento de resistência polonês na Segunda Guerra Mundial
- Forças Armadas Polonesas no Ocidente (Polskie Siły Zbrojne na Zachodzie)
- Forças Armadas Polonesas no Oriente (Polskie Siły Zbrojne na Wschodzie)

### Multimídia
- Filme colorido antinazista Chamando o Sr. Smith (1943) sobre crimes nazistas e mentiras nazistas criadas pelo governo polonês no exílio.
- Republic in Exile conta a história do governo polonês no exílio na forma de cinco episódios curtos disponíveis no canal do YouTube: Polish Embassy UK

- "Republic in Exile, Episode 1: War" on YouTube (12 December 2014), Polish Embassy UK Arquivado em 30 junho 2017 no Wayback Machine
- "Republic in Exile, Episode 2: Poland outside Poland on YouTube (19 December 2014), Polish Embassy UK Arquivado em 30 junho 2017 no Wayback Machine
- "Republic in Exile, Episode 3: Polish voice in the world on YouTube (26 December 2014), Polish Embassy UK Arquivado em 30 junho 2017 no Wayback Machine
- "Republic in Exile, Episode 4: Solidarity on YouTube (9 January 2015), Polish Embassy UK Arquivado em 30 junho 2017 no Wayback Machine
- "Republic in Exile, Episode 5: Free Poland on YouTube (16 January 2015), Polish Embassy UK